# Andreas Siljeström
Andreas Siljeström (* 21. července 1981) je švédský profesionální tenista, specialista na čtyřhru. Ve své dosavadní kariéře na okruhu ATP World Tour nevyhrál žádný turnaj. Na challengerech ATP a okruhu Futures získal k září 2011 devět titulů ve čtyřhře.
Na žebříčku ATP byl nejvýše ve dvouhře klasifikován v březnu 2011 na 964. místě a ve čtyřhře pak v srpnu 2011 na 82. místě.

## Finálové účasti na turnajích ATP World Tour
| Legenda (před/od 2009)                                          |
| Grand Slam (0–0)                                                |
| Tennis Masters Cup / ATP World Tour Finals (0–0)                |
| ATP Masters Series / ATP World Tour Masters 1000 (0–0)          |
| ATP International Series Gold / ATP World Tour 500 Series (0–0) |
| ATP International Series / ATP World Tour 250 Series (0–1 Č)    |

### Čtyřhra: 1 (0–1)
| Č.        | Datum | Turnaj            | Povrch | Spoluhráč | Finalisté     | Výsledek                     |          |
| Finalista | 1.    | 17. července 2011 | Båstad | antuka    | Simon Aspelin | Robert Lindstedt Horia Tecău | 3–6, 3–6 |

## Finále na challengerech ATP a okruhu Futures
| Legenda (tituly ve čtyřhře) |
| --------------------------- |
| Challengery (2)             |
| Futures (7)                 |

### Čtyřhra: vítěz (9)
| Č. | Datum              | Turnaj          | Povrch    | Spoluhráč            | Finalisté                              | Výsledek             |
| 1. | 22. září 2008      | USA F24         | tvrdý     | Victor-Carvalho Melo | Sheeva Parbhu Benjamin Rogers          | 4–6, 7–5, [10–6]     |
| 2. | 10. listopadu 2008 | USA F29         | tvrdý     | James Ludlow         | Matt Reid Igor Sijsling                | 6–0, 4–6, [10–4]     |
| 3. | 2. března 2009     | USA F6          | tvrdý     | Ruben Gonzales       | Luis Díaz-Barriga Antonio Ruiz-Rosales | 6–3, 6–7(10), [10–4] |
| 4. | 22. června 2009    | Irsko F2        | koberec   | Ashwin Kumar         | Charles-Antoine Brézac Vincent Stouff  | 7–5, 7–6(5)          |
| 5. | 10. srpna 2009     | Finsko F1       | antuka    | Tristan Farron-Mahon | Juho Paukku Patrick Rosenholm          | 6–3, 6–3             |
| 6. | 14. září 2009      | Švédsko F1      | tvrdý (h) | Martin Emmrich       | Pablo Figueroa Rickard Holström        | 1–6, 7–6(4), [11–9]  |
| 7. | 21. září 2009      | Švédsko F2      | tvrdý (h) | Martin Emmrich       | Carl Bergman Henrik Norfeldt           | 6–7(6), 6–4, [11–9]  |
| 8. | 2. listopadu 2009  | Charlottesville | tvrdý (h) | Martin Emmrich       | Dominic Inglot Rylan Rizza             | 6–4, 3–6, [11–9]     |
| 9. | 9. listopadu 2009  | Knoxville       | tvrdý (h) | Martin Emmrich       | Raven Klaasen Izak van der Merwe       | 7–5, 6–4             |